# Saint-Germain-en-Laye (Saint-Germain-en-Laye)
Saint-Germain-en-Laye [sɛ̃ ʒɛʁmɛ̃ ɑ̃ lɛ] ist eine französische Stadt und ehemalige Gemeinde im westlichen Einzugsbereich von Paris im Département Yvelines in der Region Île-de-France. Die Gemeinde hatte 41.267 Einwohner (Stand: 1. Januar 2022) und erstreckte sich über 48,27 Quadratkilometer.
Der Erlass vom 20. Dezember 2018 legte mit Wirkung zum 1. Januar 2019 die Eingliederung von Saint-Germain-en-Laye als Commune déléguée zusammen mit der früheren Gemeinde Fourqueux zur namensgleichen Commune nouvelle Saint-Germain-en-Laye fest.
Der Ort liegt am Forêt Domaniale de Saint-Germain-en-Laye, einem großen Waldgebiet westlich von Paris, und hat eine historisch gewachsene Bebauung.

## Geschichte
Saint-Germain-en-Laye wurde 1020 von König Robert II. als Konvent an der Stelle der heutigen Kirche von Saint-Germain gegründet. Vor der Französischen Revolution 1789 war Saint-Germain-en-Laye königliche Stadt und Residenz zahlreicher französischer Monarchen.
Das Schloss Saint-Germain-en-Laye wurde von 1364 bis 1367 durch König Karl V. auf den Überresten einer alten Burg aus der Zeit Ludwigs IX. errichtet. Franz I. stellte es im Folgenden wieder her. Die Könige Heinrich IV. und Ludwig XIII. sorgten sich um die Architektur der Stadt.
Der Sonnenkönig Ludwig XIV. machte Saint-Germain-en-Laye zu seiner Hauptresidenz von 1661 bis 1682; seine Bedeutung für die Geschichte der Stadt spiegelt sich darin wider, dass sein Geburtsdatum, der 5. September 1638, im Stadtwappen verewigt ist. Er übergab das Schloss an König James II. von England, nachdem dieser aus Großbritannien ins Exil gehen musste. James II. lebte im Schloss dreizehn Jahre lang, seine Tochter Marie-Louise Stuart wurde hier im Exil 1692 geboren. James II. Stuart ist in der Kirche von Saint-Germain bestattet. Auch danach war das Schloss das Zentrum des Hofes der exilierten Stuarts. Während der Französischen Revolution wurde der Name der Stadt geändert – wie bei so vielen Orten, die auf einen Bezug zur Kirche oder zur Krone hindeuteten: Aus Saint-Germain-en-Laye wurde Montagne-du-Bon-Air.
Unter Napoleon Bonaparte wurde das Château vieux genannte Schloss als Kavallerieschule genutzt, später als Kaserne und Militärgefängnis, bis Napoleon III. in ihm das 1867 eingeweihte Musée des Antiquités Nationales – seit 2005 Musée d’Archéologie Nationale – einrichten ließ. Dieses Museum zeigt die Entwicklungen vom Paläolithikum (Altsteinzeit) bis in die Zeit der Merowinger.
Nach dem Ersten Weltkrieg wurde 1919 in Saint-Germain-en-Laye der Vertrag von Saint-Germain geschlossen, der das Ende der Donaumonarchie besiegelte und die Friedensbestimmungen für die österreichische Reichshälfte regelte. Während der Besatzung im Zweiten Weltkrieg von 1940 bis 1944 war die Stadt das Hauptquartier der deutschen Armee.

## Sehenswürdigkeiten
Saint-Germain-en-Laye ist reich an Sehenswürdigkeiten, die den Status eines Monument historique besitzen.
| Bezeichnung                           | Beschreibung | Standort                                                  | Kennzeichnung | Schutzstatus   | Datum          | Bild |
| ------------------------------------- | ------------ | --------------------------------------------------------- | ------------- | -------------- | -------------- | ---- |
| Aquädukt Retz                         |              | 34, rue de la Croix-de-Fer (Lage)                         | PA00087603    | Inscrit        | 1988           |      |
| Schloss Musée d’Archéologie Nationale |              | (Lage)                                                    | PA00087611    | Classé         | 1862 1921 1963 |      |
| Neues Schloss                         |              | 19, 21 rue Thiers (Lage)                                  | PA00087604    | Classé         | 1925 1988      |      |
| Schloss von Val                       |              | (Lage)                                                    | PA00087605    | Inscrit Classé | 1991 1993      |      |
| Schloss Valmoré                       |              | 3 rue Quinault (Lage)                                     | PA78000030    | Inscrit        | 2010           |      |
| Kloster Dames de Saint-Thomas         |              | Rue de la République (Lage)                               | PA00087606    | Inscrit        | 1937           |      |
| Kreuz des Maine                       |              | Forêt de Saint-Germain N 184 (Lage)                       | PA00087607    | Inscrit        | 1926           |      |
| Kreuz Noailles                        |              | (Lage)                                                    | PA00087608    | Classé         | 1942           |      |
| Kreuz Pucelle                         |              | Route de Saint-Joseph (Lage)                              | PA00087609    | Inscrit        | 1926           |      |
| Kreuz Saint-Simon                     |              | (Lage)                                                    | PA00087610    | Inscrit        | 1926           |      |
| Kirche Saint-Germain                  |              | Place Charles-de-Gaulle (Lage)                            | PA00087613    | Inscrit        | 1937           |      |
| Grande écurie du Roi                  |              | 2 place Royale (Lage)                                     | PA00087612    | Inscrit        | 1929           |      |
| Hospital Saint-Louis                  |              | 4 rue de la Baronne-Gérard (Lage)                         | PA78000005    | Inscrit        | 1997           |      |
| Hôtel de Conti                        |              | 14 place du Château (Lage)                                | PA00087614    | Inscrit        | 1947           |      |
| Hôtel de Créquy                       |              | 10, 12 rue de Paris (Lage)                                | PA00087615    | Inscrit        | 1972           |      |
| Hôtel de La Feuillade                 |              | 24 rue du Vieil-Abreuvoir (Lage)                          | PA00087616    | Inscrit        | 1937           |      |
| Hôtel de Madame de Maintenon          |              | 23 rue du Vieil-Abreuvoir (Lage)                          | PA00087617    | Inscrit        | 1974           |      |
| Hôtel de Noailles                     |              | 10, 11 rue d'Alsace (Lage)                                | PA00087618    | Inscrit        | 1985 1991      |      |
| Hôtel de Soubise                      |              | 16 place du Château (Lage)                                | PA00087619    | Inscrit        | 1947           |      |
| Hôtel de villeroy                     |              | 18 rue de la Salle (Lage)                                 | PA00087620    | Inscrit        | 1972           |      |
| Wohnhäuser                            |              | 2, 4, 6, 8 place du Marché-Neuf (Lage)                    | PA00087621    | Inscrit        | 1944           |      |
| Wohnhaus                              |              | 16 rue de Poissy (Lage)                                   | PA78000011    | Inscrit        | 1999           |      |
| Maison Claude Debussy                 |              | 38 rue au Pain (Lage)                                     | PA00087622    | Inscrit        | 1972           |      |
| Manège royal                          |              | Place Royale Avenue Maréchal-de-Lattre-de-Tassigny (Lage) | PA00087623    | Classé         | 1993           |      |
| Pavillon Angoulème                    |              | 6 rue Giraud-Theulon (Lage)                               | PA00087624    | Inscrit        | 1988           |      |
| Pavillon de la Croix de Noailles      |              | (Lage)                                                    | PA00087625    | Inscrit        | 1937           |      |
| Pavillon de Polignac                  |              | 15 rue Alexandre-Dumas 2 rue Giraud-Theulon (Lage)        | PA00087626    | Inscrit        | 1974           |      |
| Porte de Chambourcy                   |              | (Lage)                                                    | PA00087627    | Classé         | 1943           |      |
| Porte des Pétrons                     |              | (Lage)                                                    | PA00087628    | Inscrit        | 1933           |      |
| Musée départemental Maurice Denis     |              | 2bis rue Maurice Denis (Lage)                             | PA00087629    | Classé         | 1976           |      |
| Gramont-Viertel                       |              | Rue du Maréchal-Lyautey (Lage)                            | PA00087630    | Inscrit        | 1929           |      |

## Kultur und Bildung
Saint-Germain-en-Laye ist für seine Museen (Musée d’Archélogie Nationale mit der Bügelfibel von Charnay, Musée Maurice Denis, Musée Claude Debussy), seine Schlösser (Château-Vieux, Château d’Hennemont, Château du Val, Überreste vom Château-Neuf), sein Theater (Théâtre Alexandre Dumas) und mehrere prestigereiche Bildungseinrichtungen wie das Lycée International de Saint-Germain-en-Laye, das Lycée Saint-Erembert, das Institut d’études politiques de Saint-Germain-en-Laye, das Institut Notre-Dame und das Lycée Saint Thomas de Villeneuve bekannt.

Musée d’Archélogie Nationale
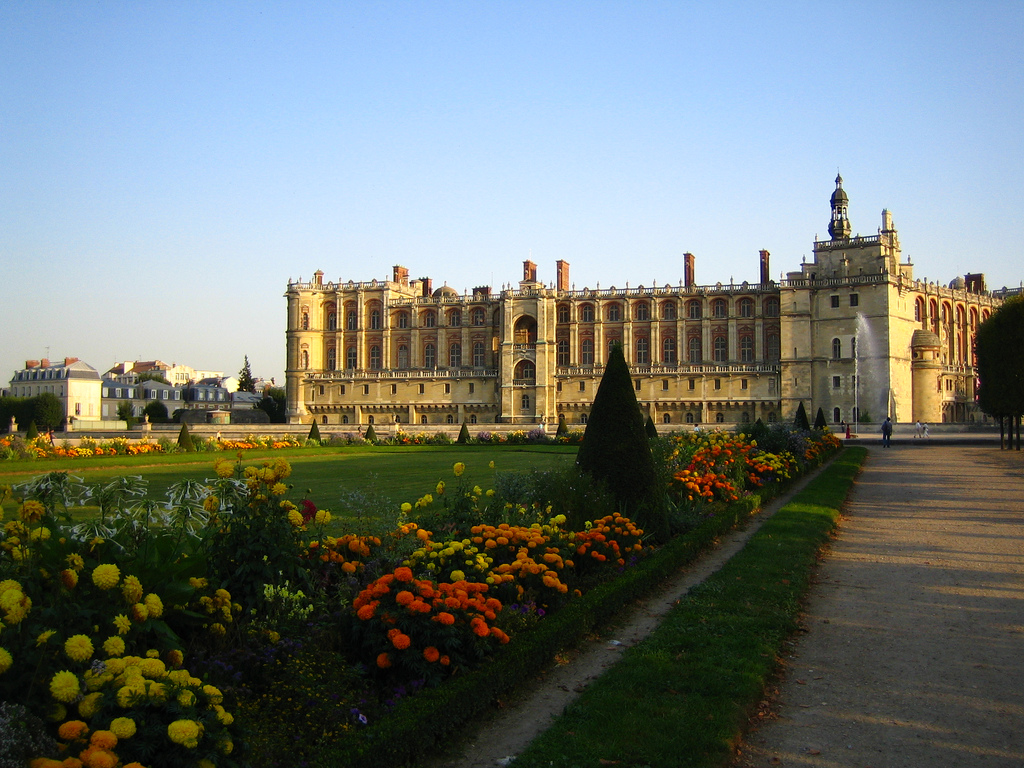
Das Schloss Saint-Germain-en-Laye (Juni 2014)
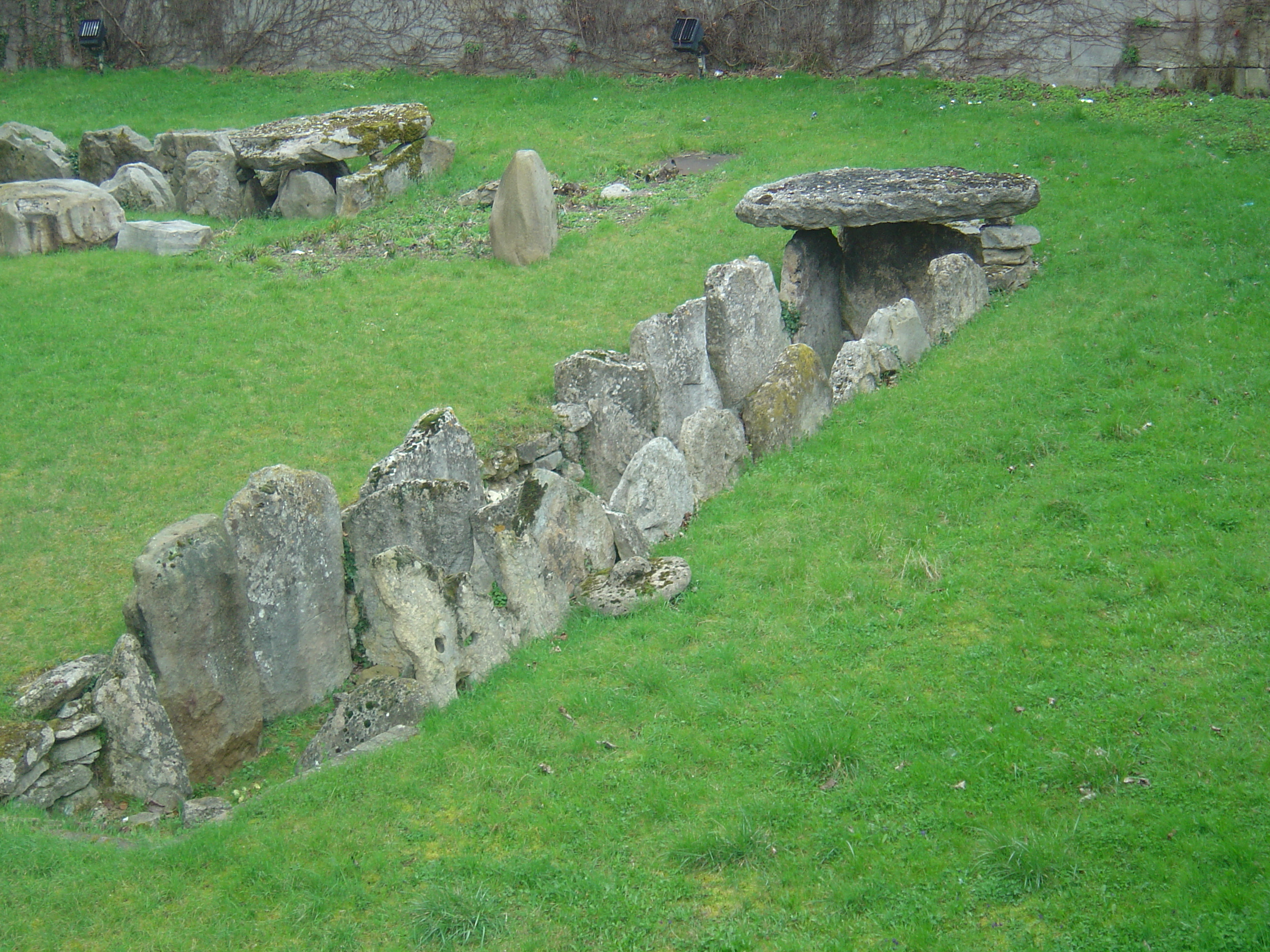
Im Freigelände: Galeriegrab Trou aux Anglais
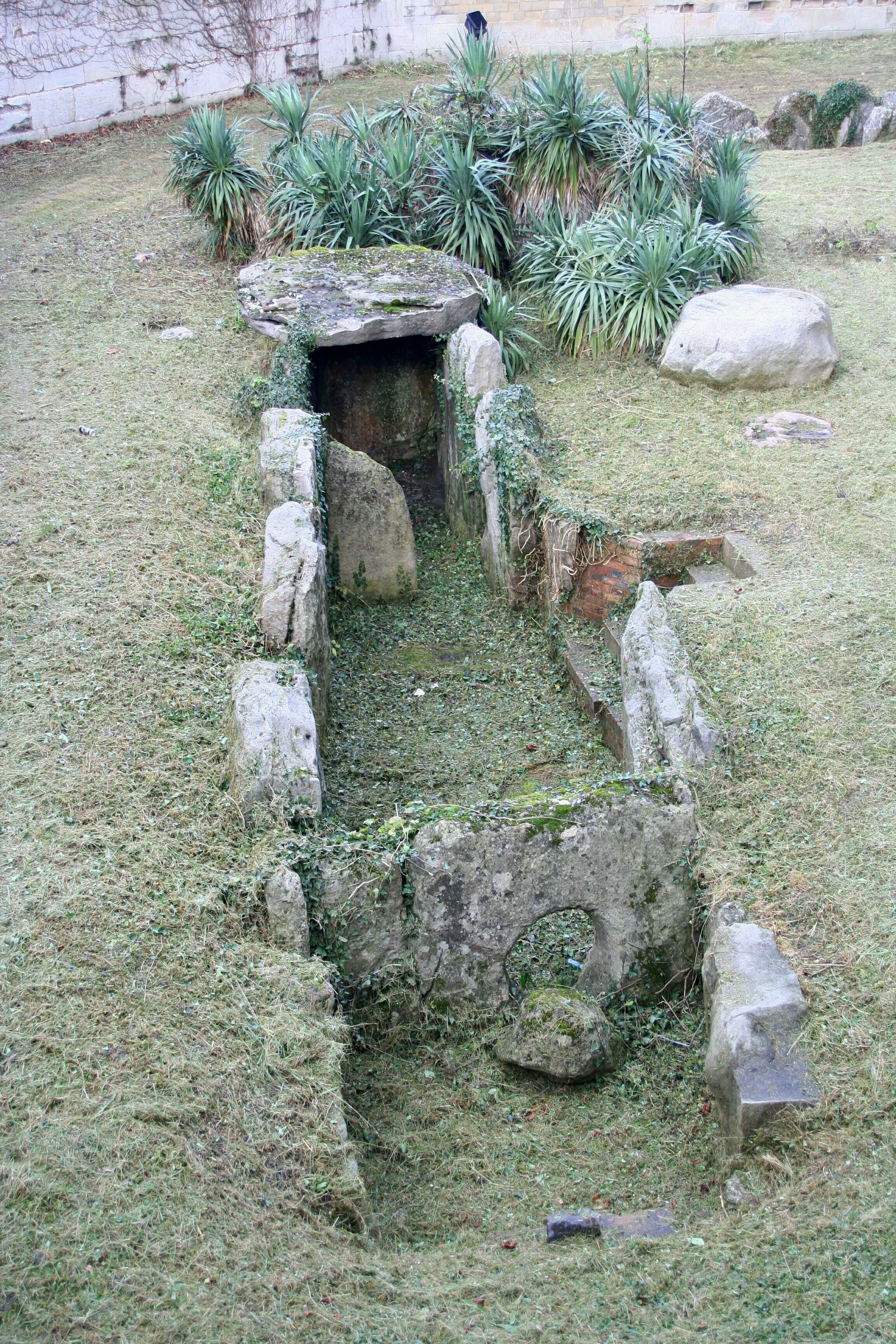
Im Freigelände: Allée couverte de Conflans
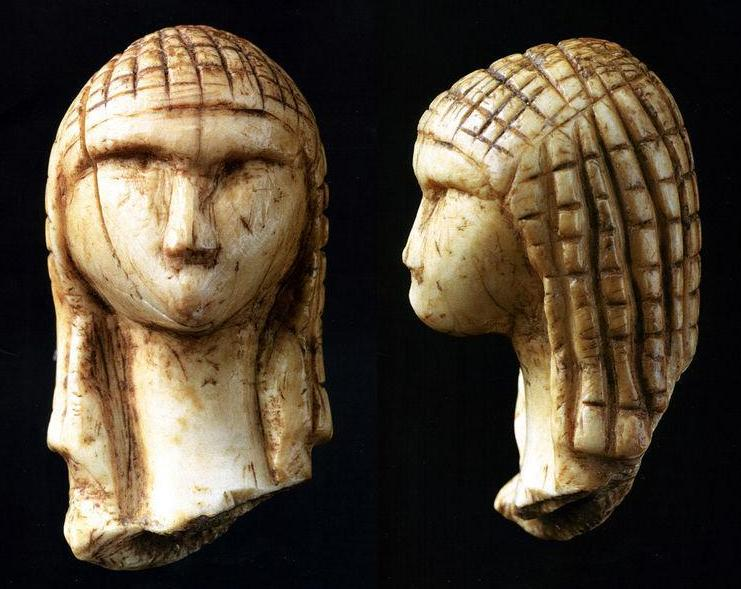
Im Museum: Venus von Brassempouy

## Krankenhaus
- Centre hospitalier intercommunal de Poissy-Saint-Germain-en-Laye

## Verkehr
Der Bahnhof Saint-Germain-en-Laye ist eine von mehreren Endstationen der RER A, eines S-Bahn-ähnlichen Vorortverkehrs im Pariser Raum.

## Persönlichkeiten

### In der Stadt geboren
- Heinrich II. (1519–1559), König von Frankreich
- Karl IX. (1550–1574), König von Frankreich 1560–1574
- Margarete von Valois (1553–1615), Königin von Frankreich und Navarra
- Louis de Buade (1622–1698), Gouverneur der französischen Kolonie Neufrankreich (Kanada)
- Ludwig XIV. (1638–1715), König von Frankreich von 1643 bis 1715
- Philipp I., Herzog von Orléans (1640–1701), Bruder von Ludwig XIV.
- Louisa Maria Theresa Stuart (1692–1712)
- Jean Albert Gaudry (1827–1908), Geologe und Paläontologe
- Salomon Reinach (1858–1932), Kulturhistoriker
- Théodore Reinach (1860–1928), Historiker
- Claude Debussy (1862–1918), Komponist
- Louis Langlois (1872–1938), Militär, Archäologe und Forschungsreisender
- Édouard Nanny (1872–1942), Kontrabassist und Komponist
- Jean Rupp (1905–1983), römisch-katholischer Geistlicher, Bischof von Monaco 1962–1971, Diplomat
- Jehan Alain (1911–1940), Organist und Komponist
- Marie-Claire Alain (1926–2013), Organistin und Musikpädagogin
- Serge Lang (1927–2005), Mathematiker
- Jacques Fesch (1930–1957), christlicher Mystiker und Verbrecher
- Emmanuel Todd (* 1951), Historiker, Demograph und politischer Autor
- Patrick Camus (* 1956), Autorennfahrer
- Serge Lazarevitch (* 1957), Musiker
- Brigitte Olive-Henriques (* 1971), Fußballspielerin und -funktionärin
- St Germain (* 1973), Musiker
- Julia Berke (* 1975), deutsche Theater- und Filmschauspielerin
- Lannick Gautry (* 1976), Schauspieler
- Nicolas Bay (* 1977), Politiker
- Bruno Besson (* 1979), Autorennfahrer
- Amélie Mauresmo (* 1979), Tennisspielerin
- Ludivine Puy (* 1983), Motorrad-Rennfahrerin
- Saër Sène (* 1986), Fußballspieler
- Stuart Dutamby (* 1994), Sprinter

### Mit der Stadt verbunden
- Anne-Marie Staub (1914–2012), Biochemikerin, in Saint-Germain-en-Laye gestorben
- Guy Lefranc (1919–1994), Filmregisseur und Drehbuchautor, in Saint-Germain-en-Laye gestorben
- Alfred Grosser (1925–2024), wuchs in den 1930er Jahren in Saint-Germain-en-Laye auf, wo sein Vater eine Kinderklinik gründen wollte[4]
- Didier Bourdon (* 1959), Schauspieler, Drehbuchautor und Filmregisseur, lebt in Saint-Germain-en-Laye